# Boeing Vertol YUH-61
Boeing Vertol YUH-61 (позначення компанії Model 179), був середнім військовим вантажопасажирським вертольотом з двома двигунами. YUH-61 отримав друге місце у армійському конкурсі вантажопасажирська тактична транспортна повітряна система (UTTAS) на початку 1970-х, який проводився для заміни вертольота Bell UH-1 Iroquois. Наприкінці льотної програми було підписано контракт з Sikorsky Aircraft на розробку і випуск вертольота UH-60A.

## Розробка
За контрактом, який було укладено у вересні 1972, Boeing Vertol розробили і представили три прототипи для участі у програмі UTTAS. Коли Boeing Vertol не виграли армійський конкурс, вони вирішили вийти на цивільний ринок і взяти участь у програмі ВМС США LAMPS III. Проте контракт ВМС отримала компанія Sikorsky на вертоліт SH-60B і отримані цивільні замовлення було скасовано.
Було побудовано три літальних апарати, а два інших було не дороблено. У конструкції вертольота YUH-61 було використано динамічні системи (двигуни, гвинтові системи і коробки передач), вертоліт запропонували для участі у змаганні на Провідний ударний вертоліт, схожі на динамічні системи UH-1 Iroquois які було адаптовано для ганшипа AH-1 Cobra, але вертоліт не було обрано і системи було використано у Bell YAH-63 та Hughes YAH-64. Конструкція Boeing Vertol мала унікальне розташування екіпажу тандемно у шаховому порядку.

## Конструкція
YUH-61 було розроблено щоб задовольнити вимоги UTTAS на покращення надійності, живучості і низьку вартість виробництва, в результаті чого було покращено роботу спарених двигунів на висоті, використано модульні конструкції; сухі коробки передач; покращено бронезахист, покращено резервні підсистеми (гідравлічні, електричні і системи керування польотом); удароміцність сидінь екіпажу і військ; амортизатори головного шасі; бронювання, удароміцність головної конструкції; та захист паливної системи.
Перевезення на борту C-130 обмежило довжину і висоту кабіни. Саме тому головний гвинт встановлено дуже близько до даху кабіни.
Компанія Sikorsky обрала повністю зчленовану головку гвинта з еластомірними підшипниками, Boeing Vertol обрали жорстку конструкцію головного гвинта, яка базується на технології, яку розробила компанія MBB, яка співпрацювала з Boeing Vertol у той час. Boeing Vertol обрали триопорне шасі і штовхач хвостового гвинта, на відміну від схеми шасі з хвостовим колесом яку обрала компанія Sikorsky.

## Варіанти
- Model 237: морська версія YUH-61 для програми ВМС LAMPS II (багатоцільовий вертоліт корабельного базування). Переміг Sikorsky SH-60 Seahawk; більше не будувався
- Model 179: цивільна на 14–20 пасажирів, пізніше скасована; побудовано 1 модель

## Зразки які збереглися
Два вертольоти (73-21656 та 73-21658) зберігаються у музеї авіації армії США у Форт-Рукер, Алабама.

## Льотно-технічні характеристики (YUH-61A)
Джерело: Modern Military Aircraft
Основні характеристики
- Екіпаж: Мінімум 2 пілоти
- Пасажиромісткість: 14—20 пасажирів
- Довжина: 18,504 м
- Висота: 4,72 м
- Діаметр несучого гвинта: 15 м

- Площа обертання несучого гвинта: 175,1 м²
- Маса порожнього: 4423 кг
- Максимальна злітна маса: 8029 м
- Силова установка: 2 × General Electric T700 турбовальний  1536 кс ( 1145 кВт)
- Повітряний гвинт: 1

Льотні характеристики